# Palazzo Bartolini-Torrigiani

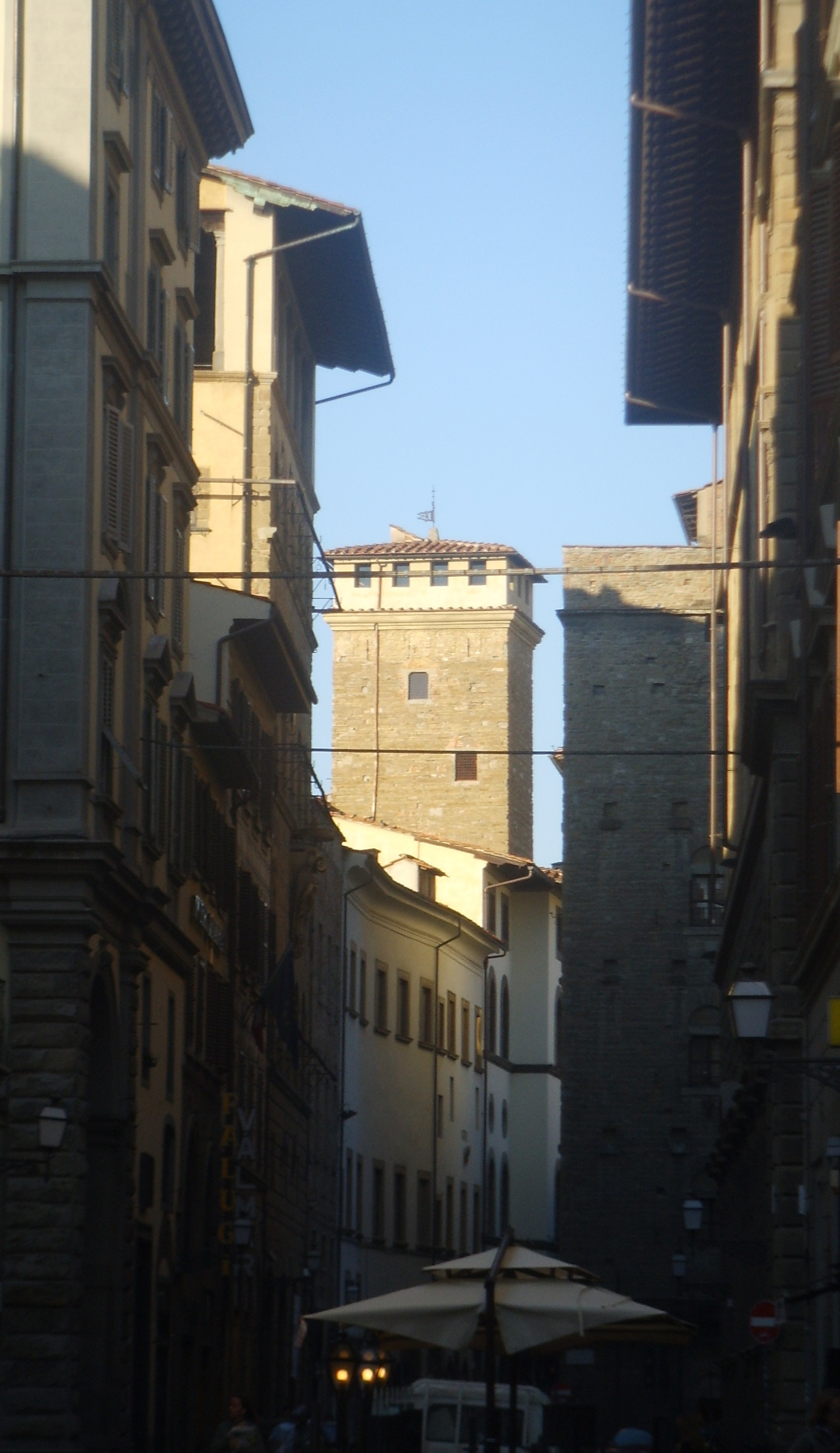
A Torre dei Monaldi, a estrutura mais antiga do Palazzo Bartolini-Torrigiani.

O Palazzo Bartolini-Torrigiani é um palácio do centro histórico de Florença, situado na Via Porta Rossa. Engloba a antiga Torre dei Monaldi, ttambém chamada de La Rognosa, uma das mais altas e melhor conservadas da cidade.

## A Torre dei Monaldi
Esta torre pertencia aos família Monaldi, uma família gibelina presente em Florença desde, pelo menos, 1201.
O seu corpo apoia-se sobre mísulas em pedra, típicas das casas "a sporto" ("com suporte"), ou seja, com andares salientes sobre a rua.
No século XV foi englobada pelo Palazzo Bartolini, depois Torrigiani, pelo que não é facilmente visível de perto, embora o seu perfil domine a vista da Via Porta Rossa. 
Actualmente, está alojada na torre uma pequena suite hoteleira.

## O Palazzo Bartolini

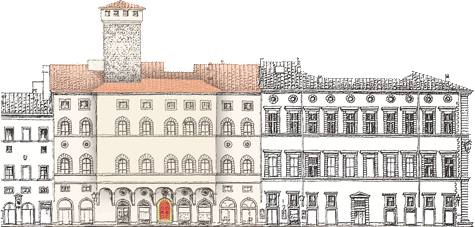
O Palazzo Bartolini-Torrigiani numa montagem a partir de G. Balzanetti, "Firenze ieri, oggi e domani".

Os Bartolini possuiam propriedades nesta área desde 1348, ampliando-as em 1386, depois em 1420 e ainda em 1477, comprando, pouco a pouco, toda a zona em volta da Torre dei Monaldi, entra a Via Porta Rossa, a Piazza Santa Trinita e a Via delle Terme, onde se encontrava a Locanda Porta Rossa, datada do século XIV e que tomava o nome da rua. Esta, por sua vez, chamava-se assim devido a um postigo em tijolos, e portanto vermelha, existente na muralha . Os Bartolini tiveram que aceitar uma cláusula no contrato de compra-e-venda da torre e do complexo circundante, segundo a qual não poderiam destruir a própria torre, devendo conservá-la em lembrança do prestígio da antiga família dos Monaldi.
O Palazzo Bartolini foi concluido em 1500, talvez segundo projecto de Baccio d'Agnolo, arquitecto de confiança de Giovanni Bartolini, autor também do Palazzo Bartolini Salimbeni.  Na Via Porta Rossa ainda resta um brasão da empresa dos Bartolini-Salimbeni, com nastros atravessados por três ovários de papoilas.
O alto da torre é um elemento típico do panorama citadino. Apresenta numerosas janelas fechadas por vidros e está coberta por um telhado inclinado. Talvez antigamente as janelas delimitassem as ameias dum terraço.
Quando os Bartolini se trasferiram para o Palazzo Bartolini Salimbeni, este palácio foi colocado à venda. Em 1555 foi adquirido pela família Dati que, por sua vez, o vendeu em 1559 aos Torrigiani. Esses últimos ampliaram-no em direcção à Piazza Davanzati e embelezaram-no, dotando-o de preciosos mobiliáris. Esta família habitou no edifício até à primeira metade do século XIX, quando o arrendaram como hotel. No final do século XIX e início do século XX, o palácio passou por uma segunda vaga de recostruções, de forma a melhor adaptar o edifício ao seu novo uso como Hotel Porta Rossa. Algumas das decorações interiores datam da década de 1920, com vitrais pintados e mobiliários de madeira. No átrio do hotel, antigo pátio do palácio, estao instalados vidros de Ulisse de Matteis.

## Referência
1. ↑  Informação sobre a Torre dei Monaldi
2. ↑  em: Giampaolo Trotta (direcção), Gli antichi chiassi trà Ponte Vecchio e Santa Trinita, Messaggeria Toscana, 1992.
3. ↑  Quartiere Porta Rossa
4. ↑  Vitrais